# Celaetycheus
Celaetycheus là một chi nhện trong họ Ctenidae.